# دیه‌گو لونا
دیه‌گو لونا الکساندر (به اسپانیایی: Diego Luna Alexander؛ زادهٔ ۲۹ دسامبر ۱۹۷۹) بازیگر مکزیکی است. او فعالیت حرفه‌ای خود را در تله‌نوولا آغاز کرد و سپس در فیلم‌های گوناگونی از جمله و همچنین مادرت (۲۰۰۱)، چراگاه آزاد (۲۰۰۳)، رقص کثیف ۲ (۲۰۰۴)، ترمینال (۲۰۰۴)، میلک (۲۰۰۸)، الیسیوم (فیلم) (۲۰۱۳) ظاهر شده‌است. او در دو فصل از مجموعهٔ تلویزیونی نارکس: مکزیک (۲۰۱۸–۲۰۲۰) ایفای نقش کرده‌است.
لونا نقش کاسیان اندور را در فیلم روگ وان (۲۰۱۶) و مجموعهٔ تلویزیونی اندور (۲۰۲۲) ایفا کرده‌است. همچنین در مجموعهٔ تلویزیونی پویانمایی سه فراری: داستان‌های آرکادیا (۲۰۱۸–۲۰۱۹) حضور داشته‌است.